# Gamusinas (pera)
Gamusinas es el nombre de una variedad cultivar de pera europea Pyrus communis. Esta pera está cultivada en la colección de la Estación Experimental Aula Dei (Zaragoza). Esta pera también está cultivada en diversos viveros entre ellos algunos dedicados a conservación de árboles frutales en peligro de desaparición. Esta pera está muy difundido su cultivo en España, originaria de la Región de Murcia, donde tuvo su mejor época de cultivo comercial antes de la década de 1960, y actualmente en menor medida aún se encuentra.

## Sinonimia
- "Campesina",[9]
- "Gambusina",[10][1]
- "Pera Murciana",[11]
- "Pera Campusina"
- "Pera San-juanera".

## Historia
Hay referencias de su cultivo en Murcia hacia 1880. Cultivada en Alcaraz hacia 1960. Cultivada en la Huerta de Murcia, Valle de Ricote, Cehegín, Vegallera, Seje, y Alcaraz.
'Gamusinas' está considerada incluida en las variedades locales autóctonas muy antiguas, cuyo cultivo se centraba en comarcas muy definidas. Se caracterizaban por su buena adaptación a sus ecosistemas y podrían tener interés genético en virtud de su adaptación. Se encontraban diseminadas por todas las regiones fruteras españolas, aunque eran especialmente frecuentes en la España húmeda. Estas se podían clasificar en dos subgrupos: de mesa y de cocina (aunque algunas tenían aptitud mixta).
'Gamusinas' es una variedad clasificada como de mesa, y para confitar. Difundido su cultivo en el pasado por los viveros comerciales y cuyo cultivo en la actualidad se ha reducido a huertos familiares y jardines privados.

## Características
El peral de la variedad 'Gamusinas' es un árbol de buen desarrollo, poco exigente, de un vigor alto, que suele ocupar las márgenes de otros cultivos. Tiene corteza gruesa y resquebradiza, ramas gruesas, y erectas, hojas ovaladas; florece a inicios de abril; tubo del cáliz en forma de cubeta, casi superficial, conducto de longitud media, sumamente estrecho, a veces ensanchándose hacia el corazón.
La variedad de pera 'Gamusinas' tiene un fruto de tamaño pequeño; forma piriforme o piriforme alargada, a veces turbinada, cuello variable, en general bien acentuado, asimétrica, a veces con el cuello ladeado, contorno redondeado; piel algo áspera, ligeramente granulosa, mate o brillante; con color de fondo amarillo uniforme, sobre color importante, color del sobre color lavado rojo o rosa, distribución del sobre color chapa, la chapa de intensidad y extensión variable, rubor de rojo fuego, presentando un punteado abundante, verdoso, poco perceptible en frutos muy maduro, "russeting" (pardeamiento áspero superficial que presentan algunas variedades) muy débil; pedúnculo de longitud medio o largo, fino, leñoso, apenas engrosado en su extremo, carnoso en la base, implantado generalmente oblicuo, a veces al pie de un ligero mamelón o como prolongación del fruto, cavidad del pedúnculo nula; anchura de la cavidad calicina nula; ojo grande, abierto, prominente; sépalos largos, extendidos o rizados con las puntas hacia fuera.
Carne de color blanco crema; textura firme, crujiente, jugosa; sabor característico de la variedad, aromático, dulce y refrescante, muy bueno; corazón mediano, elíptico o redondeado. Eje estrecho, abierto, interior lanoso. Celdillas alargadas. Semillas de tamaño pequeño, estrechas y aplastadas, espolonadas, color castaño muy oscuro.
La pera 'Gamusinas' tiene una época de maduración y recolección muy temprana en la primera quincena de julio (en E.E. de Aula Dei de Zaragoza). Se usa como pera de mesa fresca, y en cocina para hacer compotas y dulce de pera.